# Stemma del Bhutan
Lo stemma del Bhutan (རྒྱལ་ཡོངས་ ལས་རྟགས།) è il simbolo ufficiale del paese, ricco di simbolismi buddisti simili a quelli presenti sulla bandiera. Consiste in un cerchio al centro del quale si trova un doppio dorje; nella parte bassa si trova un fiore di loto, in alto un gioiello e ai lati due dragoni. I dorje rappresentano l'armonia tra il potere secolare e religioso, il loto la purezza e il gioiello il potere del re. I due dragoni, un maschio e una femmina, simboleggiano il nome del paese, che proclamano a gran voce.